# Río Shakujii

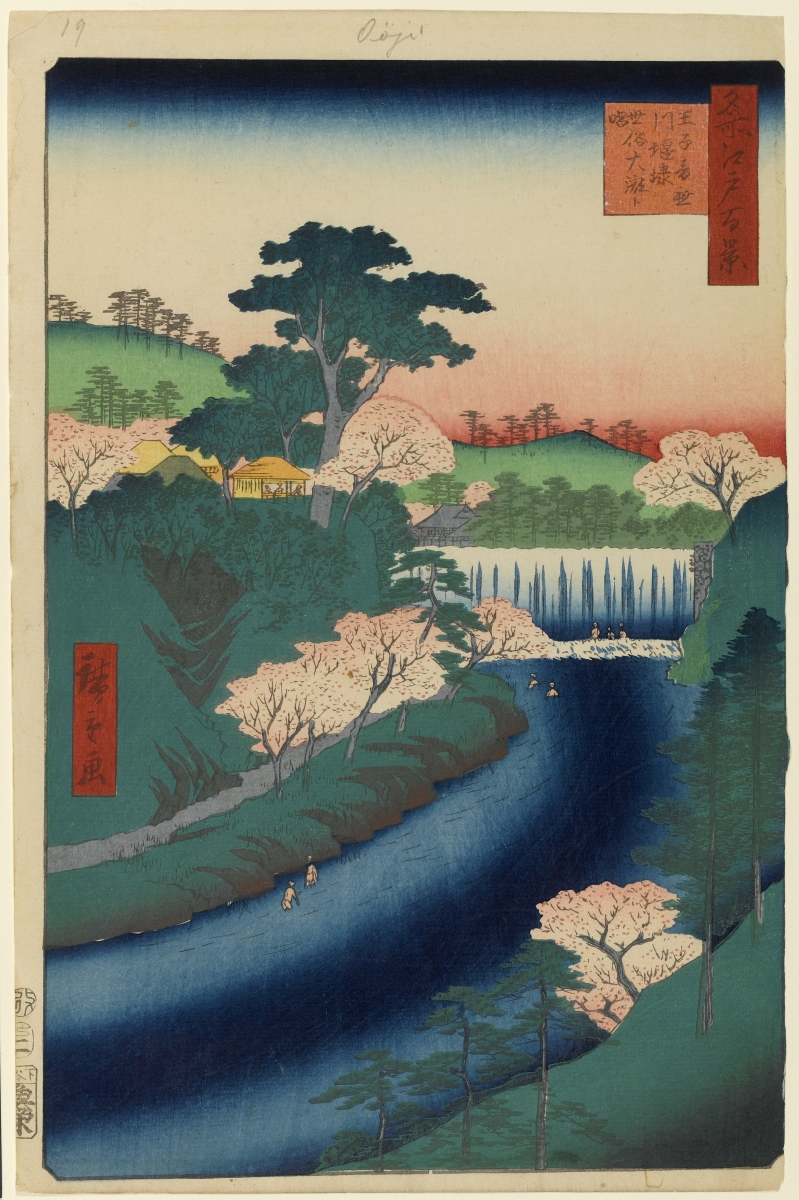
El río Shakujii en un cuadro ukiyo-e del artista Hiroshige

El río Shakujii (石神井川 Shakujii-gawa?) es un río que fluye a través del cuadrante noroeste del centro de Tokio, Japón. Su fuente está en el distrito de Hana-koganei-minami-chō, en la ciudad de Kodaira. En Horifune, Kita-ku, desemboca en el río Sumida. Con una longitud total de 25,2  km y una cuenca de 61,6  km², el gobierno japonés lo clasifica como un río de primera clase. 
El famoso puente de tablones de madera que llevaba el nombre de Itabashi-ku que cruzaba el río Shakujii en Nakajuku, fue reemplazado por una moderna estructura de hormigón armado.